# Abrostola kaszabi
Abrostola kaszabi är en fjärilsart som beskrevs av Claude Dufay 1971. Abrostola kaszabi ingår i släktet Abrostola och familjen nattflyn. Inga underarter finns listade i Catalogue of Life.